# Malenski Vrh
Malenski Vrh je naselje v Občini Gorenja vas - Poljane.